# 登別グランドホテル
登別グランドホテル（のぼりべつグランドホテル、英: Noboribetsu Grand Hotel）は、北海道登別市の登別温泉にある旅館・企業。

## 沿革
- 1937年（昭和12年）：株式会社登別グランドホテル設立[1]。
- 1938年（昭和13年）：営業開始[1]。
- 1945年（昭和20年）：北海道に進駐したアメリカ軍の宿舎として接収される[1]。
- 1952年（昭和27年）：接収解除となり、営業再開[1]。
- 1954年（昭和29年）：昭和天皇、香淳皇后宿泊[1]。
- 1956年（昭和31年）：東新館竣工[1]。
- 1957年（昭和32年）：西新館竣工[1]。
- 1958年（昭和33年）：皇太子が宿泊[1]。札幌案内所開設[1]。
- 1961年（昭和36年）：昭和天皇、香淳皇后宿泊[1]。
- 1963年（昭和38年）：南新館竣工[1][2]。
- 1976年（昭和51年）：洋新館竣工[1]。
- 1982年（昭和57年）：新本館竣工[1]。
- 2000年（平成12年）：温泉家族風呂新設[1]。
- 2005年（平成17年）：リラクセーションサロン新設[1]。
- 2006年（平成18年）：経営再建のため、親会社の栗林商船が15億円の債権放棄[3]。
- 2007年（平成19年）：和洋室新設[1]。
- 2008年（平成20年）：露天風呂付客室新設[1]。『第34回主要国首脳会議』（北海道洞爺湖サミット）開催時におけるアメリカ大使館の公館となる[1]。
- 2011年（平成23年）：明仁天皇宿泊[1]。
- 2017年（平成29年）：登別市と災害時における避難所としての施設利用に関する協定締結[4]。

## 施設
客室
- 洋室
  - 貴賓室
  - デラックスツインルーム
  - 露天風呂付客室
  - スタンダードツインルーム
- 和室
  - 貴賓室
  - 特別室
  - 露天風呂付客室
  - 和室10畳
  - 和室8畳
  - 和室8畳+7.5畳
  - 和室二間
  - 和室16畳
- 和洋室
- エグゼクティブフロア
  - 7階新洋室 展望風呂付スイート
  - 7階新洋室 展望風呂付ツイン
  - 7階新洋室 ハリウッドツイン

温泉
- 本格ドーム型ローマ風大浴場
- 庭園露天風呂
- 温泉家族風呂

食事処
- グランドホール（バイキング会場）
- 古扇亭
- 食事処 松前
- 専用ダイニング「華扇」

会議・宴会
- バンケットルーム ラーチ
- 大宴会場「大雪」
- 中宴会場「紅葉」
- 小宴会場「舞扇」
- 楠の間
- 桜の間
- 菊の間
- 寿の間
- 梅の間
- 羽衣
- 松風

その他
- メインバー ケイ・セブン
- ユーカラ（コーヒーラウンジ、ナイトラウンジ）
- リラクセーションサロン
- 売店
- ゲームコーナー
- コインランドリー

## アクセス
札幌からは1日1便で送迎バス「遊湯ライナー登別号」を運行している（有料）。
- 道南バス登別温泉ターミナルから徒歩約1分
- 道央自動車道登別東ICから車で約10分
- 北海道旅客鉄道（JR北海道）登別駅から車で約13分

## 参考資料
- “パンフレット” (PDF).   登別グランドホテル. 2018年8月8日閲覧。